# Bobinogsi
Bobinogsi (ang. Bobinogs) – brytyjski serial telewizyjny dla dzieci emitowany w Polsce na kanale CBeebies.

## Fabuła
Serial opowiada o trójce przyjaciół – Ogim, Bobinie i Nibim, którzy są członkami zespołu muzycznego "Bobinogsi".
Odkrywają świat poprzez Bobiskop, a także śpiewają piosenki.